# Schade

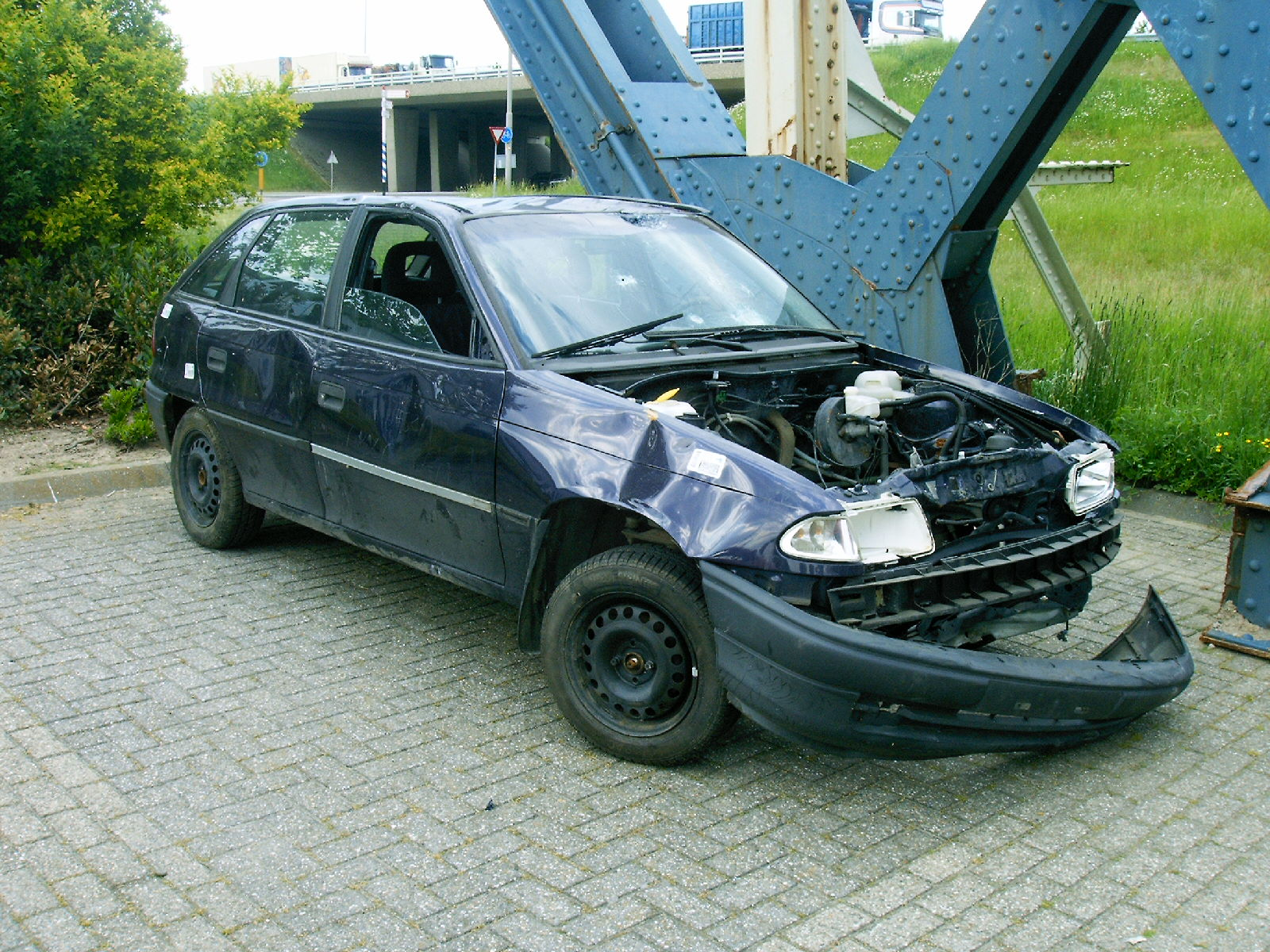
Materiële schade aan een auto

Schade is het nadelige ongewenste en onvrijwillige gevolg, zowel materieel als immaterieel, van een gebeurtenis, een handelen of nalaten aan een persoon, dier of zaak. De omvang van de schade, het nadeel, kan uitgedrukt worden als het verschil tussen de waarde in de hypothetische situatie waarin de gebeurtenis zich niet heeft voorgedaan en de waarde in de werkelijke situatie, of de kosten nodig voor herstel. Het begrip wordt gebruikt voor het nadelige gevolg dat een (rechts)persoon ondervindt of veroorzaakt en voor het nadeel zelf. 
Voorbeelden van materiële schade is de feitelijke schade ontstaan aan een auto als gevolg van een aanrijding, aan een woning door een lekkage als gevolg van ondeskundig aansluiten van een wasmachine, of aan een dak door omwaaien van een boom bij een storm. Voorbeelden van immateriële schade, dat zijn nadelen veroorzaakt door verdriet, emotioneel leed, mentale klachten of geestelijk gemis, zijn blijvende angstgevoelens na een geweldsmisdrijf, zichtbare littekens na een fietsongeval of een lange opnamen in het ziekenhuis.  
Regels zijn gegeven in nationale wetgeving, jurisprudentie  en internationale verdragen.  

## Soorten schade

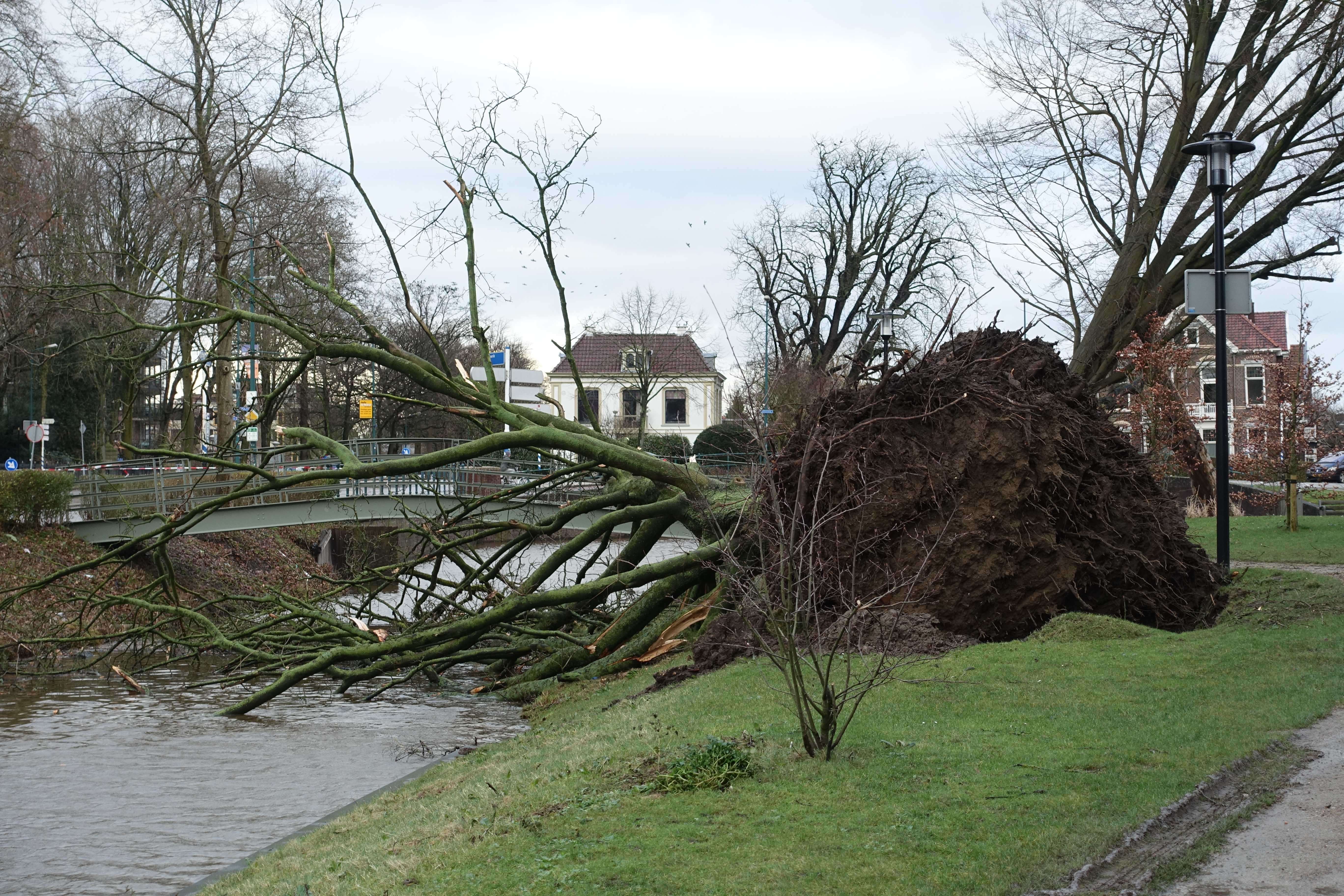
Stormschade in Woerden door storm van 18 januari 2018

De Nederlandse wetgever spreekt van vermogensschade in geval van materiële schade, en van andere schade, "nadeel dat niet in vermogensschade bestaat", bij immateriële schade (art. 6:106, eerste lid, aanhef en onder b, Burgerlijk Wetboek).
Voorbeelden zijn:
- Materiële letselschade bij lichamelijk of geestelijk letsel of overlijden;
- Economische schade: bijvoorbeeld een winkel die geen klanten meer kan bedienen, doordat zij te laat of niet bevoorraad wordt;
- Zaakschade: beschadiging van een goed, zoals een huis of auto.
- Immateriële schade: bijvoorbeeld reputatieverlies, persoonlijke smart, het besmeuren van de reputatie van een overledene, etc. Zie ook smartengeld.
- Overheidsschade[1]

Schade wordt veelal uitgedrukt in een geldbedrag, met name in het geval van materiële schade. Bij immateriële schade bestaat recht op een naar billijkheid vast te stellen schadevergoeding. 
Men onderscheidt nog:
- Vertragingsschade: bijvoorbeeld rentederving als gevolg van te late betaling;
- Vervangingsschade: schade doordat een zaak door een gebeurtenis niet meer te gebruiken is en vervangen moet worden, bijvoorbeeld een auto die total loss is gereden;
- Gevolgschade: schade die zich manifesteert als een gevolg van eerder geleden schade, zoals een aangereden voetganger die na door de aanrijding zijn been te hebben gebroken ook nog een hartaanval krijgt door de schrik.

## Drager van de schade
De hoofdregel in Nederland is dat iedereen zijn eigen schade draagt. Dit geldt met name als de schade het gevolg is van een eigen handelen of nalaten, of niemand aan te rekenen is. Is de schade veroorzaakt door een ander, is die ander onder omstandigheden gehouden de schade geheel of gedeeltelijk te vergoeden (schadevergoeding). Het Nederlands recht kent twee grondslagen voor aansprakelijkheid: contractuele en wettelijke aansprakelijkheid. Vervolgens moet de schade toerekenbaar zijn aan de derde (art. 6:75 BW). Bij overeenkomst kunnen partijen binnen bepaalde grenzen afwijken van de standaardregels, exoneratiebeding genoemd.   
Een aannemer die van een woningbouwvereniging opdracht kreeg bij alle ramen in een flatgebouw een goedgekeurde doorvalbeveiliging aan te brengen en stangen monteert die niet aan het Bouwbesluit voldoen, kan gehouden zijn de fout op eigen kosten te herstellen of, als een ongeluk gebeurt, de schade daarvan te dragen. Grondslag is de overeenkomst van opdracht.   
Een veel voorkomende vorm van wettelijke aansprakelijkheid is de onrechtmatige daad, het handelen of nalaten van iemand dat  onrechtmatig schade bij een ander veroorzaakt. Een gedupeerde heeft dan recht op schadevergoeding indien aan bepaalde voorwaarden wordt voldaan (art. 6:162 BW), deze bedraagt maximaal de hoogte van het nadeel (art. 6:100 BW). Er moet gekeken worden of gedupeerde zelf juist heeft gehandeld of dat deze nog iets had horen of kunnen te doen om de schade te beperken.   
Wat precies onder schade moet worden verstaan en waartoe een derde gehouden kan zijn aan vergoeding te voldoen, is afhankelijk van de toepasselijke juridische regeling. In het vervoersrecht gelden bijvoorbeeld andere regels dan in het arbeidsrecht.
Slachtoffers van een misdrijf, of een persoon die is vrijgesproken in een strafzaak kan ook recht hebben op schadevergoeding. 
Zijn betrokken partijen het niet eens over de vraag wie aansprakelijk is, of over de hoogte van de schadevergoeding, kan dit door de rechter worden vastgesteld. Bij welke rechter een zaak aanhangig moet worden gemaakt en of er verplicht een advocaat moet worden ingeschakeld, hangt af van de hoogte van de schadevergoeding die wordt gevraagd en van de aard of de oorzaak van de schade.

## Verzekering
Door het afsluiten van een verzekering of deelname aan een model van sociale zekerheid, kan bepaalde schade gedekt zijn. Ook hier geldt als hoofdvraag: wie is aansprakelijk voor de schade. Voor enkele risico's is het verplicht een verzekering af te sluiten, bijvoorbeeld wettelijke aansprakelijkheid als men auto rijdt of een beroepsaansprakelijkheidsverzekering.
Als een ander dan de gedupeerde schade heeft veroorzaakt, kan er juridisch sprake van aansprakelijkheid zijn, en gehoudenheid van de derde aan de gedupeerde een schadevergoeding te moeten betalen. De regels hiervoor verschillen per rechtsstelsel en per situatie. Ook tegen dit risico kan men zich verzekeren, er zijn namelijk aansprakelijkheidsverzekeringen. Voor aansprakelijkheid uit een beroepsmatige fout bestaan beroepsaansprakelijkheidsverzekeringen. Verzekeraars bedingen vaak het recht van subrogatie en nemen hiermee de eventuele vordering over die de verzekerde op een derde heeft. Er zijn veel aansprakelijkheidsprocedures die tussen verzekeringsmaatschappij worden gevoerd in vertegenwoordiging van hun verzekerden.
Het product van schade en de kans erop is een maat voor het risico van de schade. Deze berekening wordt uitgevoerd in een risicoanalyse.